# Pavlína Kourková
Pavlína Kourková (* 1980 Jihlava) je česká malířka, ilustrátorka a zahradní architektka

## Život
Vystudovala zahradní a krajinnou architekturu na Fakultě agrobiologie, potravinových a přírodních zdrojů na ČZU v Praze a v Holandsku na Wageningen University, dále pak biologii a zdravý životní styl na Pedagogické fakultě UK v Praze. Po ukončení studia pracovala jako zahradní architektka nejprve dva roky v Anglii, v Canterbury a Oxfordu, a po svém návratu také v Čechách. Od roku 2011 se věnuje výtvarné činnosti, zejména botanickému umění. Je členkou Americké asociace botanických umělců (ASBA) a Společnosti botanických umělců Anglie a Walesu (SBA). V roce 2018 byla pozvána Ruskou společností botanických umělců (SABA) na mezinárodní výstavu botanického umění v Moskvě, kde vedla také masterclass. V roce 2019 byla její práce vybrána pro panelovou prezentaci na téma „Beyond Accuracy: Creating Art” na konferenci botanického umění ASBA konané v Pittsburghu, Pensylvánii. Na mezinárodní výstavě botanického umění, konané v roce 2019 v Soulu v Jižní Koreji, získala její práce čestné uznání.

## Výstavy
- 2018 – Plants. Myths and Legends, Kashirke Art Gallery, Moskva
- 2019 – Plantae, Mall Galleries, Londýn[5]
- 2019 – International Botanical Art Show, KEPCO Art Center Gallery, Soul, Jižní Korea